# 核物質防護情報
核物質防護情報（かくぶっしつぼうごじょうほう）とは、原子力施設の運転に影響を及ぼすおそれがある妨害破壊行為・核物質の盗難などの核物質防護案件が懸念される場合に、原子力事業者から通報を受けて公表される情報である。

## 概要
核物質防護とは、原子力施設への妨害破壊行為及び使用、貯蔵、輸送中の核物質の盗取や妨害破壊行為から核物質や施設を守るための対策（核セキュリティの一部）である。国際的には核物質防護条約、国内的には原子炉等規制法等によって、原子力施設に対して核物質の防護措置を講じることが義務づけられている。施設に対する防護措置の例としては、防護区域等の設定、監視や巡回の実施、防護設備・機器の設置、施設や区域への出入管理等がある。
IAEAが1977年6月に公表した核物質に関するガイドライン（勧告）（INFCIRC/225/Rev.1）の和訳によれば、核物質防護の基本として「不法な移転または妨害破壊行為の発生する恐れがある場合や発生した場合には、迅速な対応措置を講じること」が明記されている。
原子力災害対策特別措置法第2条第4号に規定する原子力事業所の所在地域及びその周辺における「原子力施設の運転に影響を及ぼすおそれがある核物質防護情報」の通報は、原子力災害対策初動対応マニュアルに定める情報収集事態に定義される。通報は、その事態を認知した事業者から原子力規制庁総務課事故対処室長を経由して首相官邸に通報される。
なお、核物質防護情報については核物質防護の観点から「情報保全」を施すとされ、核物質防護の観点から必要な最低限の範囲に限定したうえで公表される。

## 主な通報例
- 2025年（令和7年）7月26日  - 九州電力　玄海原子力発電所
  - 21時頃、敷地内で無人航空機（ドローン）3機が飛行していることを確認し、「核物質防護情報」として通報[5]。無人航空機の捜索が行われたが発見できず、のちに「ドローンと思われる3つの光が確認された」に修正された[6]。事態に対して異常はなし。